# آرماند گناندویله
آرماند گناندویله (انگلیسی: Armand Gnanduillet؛ زادهٔ ۱۳ فوریهٔ ۱۹۹۲) بازیکن فوتبال اهل فرانسه است.
از باشگاه‌هایی که در آن بازی کرده‌است می‌توان به باشگاه فوتبال لو آور، باشگاه فوتبال ترانمره راورز، باشگاه فوتبال آکسفورد یونایتد، باشگاه فوتبال چسترفیلد، باشگاه فوتبال استیونج، و باشگاه فوتبال لیتون اورینت اشاره کرد.
وی همچنین در تیم ملی فوتبال Ivory Coast U20 بازی کرده‌است.